# Ювілейні опитування українського спорту
Ювілейні опитування українського спорту — низка плебісцитів, спрямованих на виявлення найяскравіших представників національного фізкультурного руху за тривалий проміжок часу.

## Найкращі спортсмени Західної України 15-ліття (1923—1938)
Список постав як результат вибору читачів львівської газети «Змаг».

### 10 найкращих спортсменів
| Місце | Спортсмени                        | Очки |
| ----- | --------------------------------- | ---- |
| 1.    | Михайло Степаняк (велоспорт)      | 5530 |
| 2.    | Мирослав Турко (футбол)           | 4810 |
| 3.    | Олександр Скоцень (футбол)        | 4571 |
| 4.    | Ірина Кобзяр (легка атлетика)     | 3537 |
| 5.    | Михайло Помірко (бокс)            | 3189 |
| 6.    | Михайло Романець (легка атлетика) | 2912 |
| 7.    | Антін Білий (бокс)                | 2779 |
| 8.    | Володимир Сліпко (легка атлетика) | 2667 |
| 9.    | Володимир Воробець (футбол)       | 2273 |
| 10.   | Володимир Кобзяр (футбол)         | 1978 |

## Найкращі спортсмени України 60-ліття (1922—1982)
Список, опублікований у хронологічному ладі, сформовано на базі анкетування читачів київської «Спортивної газети».

### 25 найкращих спортсменів
| # | Спортсмени                            |
| - | ------------------------------------- |
|   | Василь Калина (легка атлетика)        |
|   | Георгій Попов (важка атлетика)        |
|   | Олександр Канакі (легка атлетика)     |
|   | Яків Куценко (важка атлетика)         |
|   | Марія Гороховська (гімнастика)        |
|   | Віктор Чукарін (гімнастика)           |
|   | Іван Богдан (боротьба)                |
|   | Борис Шахлін (гімнастика)             |
|   | Лариса Латиніна (гімнастика)          |
|   | Поліна Астахова (гімнастика)          |
|   | Володимир Голубничий (легка атлетика) |
|   | Леонід Жаботинський (важка атлетика)  |
|   | Валентин Манкін (вітрильний спорт)    |
|   | Григорій Крисс (фехтування)           |
|   | Анатолій Бондарчук (легка атлетика)   |
|   | Павло Ледньов (сучасне п’ятиборство)  |
|   | Зінаїда Турчина (гандбол)             |
|   | Олександр Шапаренко (веслування)      |
|   | Валерій Борзов (легка атлетика)       |
|   | Олег Блохін (футбол)                  |
|   | Юрій Сєдих (легка атлетика)           |
|   | Володимир Смирнов (фехтування)        |
|   | Анатолій Писаренко (важка атлетика)   |
|   | Ірина Дерюгіна (гімнастика)           |
|   | Олександр Сидоренко (водний спорт)    |

## Найкращі спортсмени України 70-ліття (1919—1989)
Список виник як наслідок анкетування передплатників тієї ж «Спортивної газети», однак тепер редакція опублікувала повніші дані референдуму й розмістила лауреатів за набраними балами.

### 20 найкращих спортсменів
| Місце | Спортсмени                            | Очки     |
| ----- | ------------------------------------- | -------- |
| 1.    | Олег Блохін (футбол)                  | 5562     |
| 2.    | Сергій Бубка (легка атлетика)         | 4176     |
| 3.    | Валерій Борзов (легка атлетика)       | 2927     |
| 4.    | Олексій Михайличенко (футбол)         | 2415     |
| 5.    | Лариса Латиніна (гімнастика)          | 1766,5   |
| 6.    | Сергій Бєлоглазов (боротьба)          | 1585,5   |
| 7.    | Леонід Жаботинський (важка атлетика)  | 1547     |
| 8.    | Зінаїда Турчина (гандбол)             | 1387,143 |
| 9.    | Ірина Дерюгіна (гімнастика)           | 1187     |
| 10.   | Олександр Волков (баскетбол)          | 1166     |
| 11.   | Володимир Голубничий (легка атлетика) | 1141     |
| 12.   | Олександр Білостінний (баскетбол)     | 999,143  |
| 13.   | Віктор Чукарін (гімнастика)           | 978,5    |
| 14.   | Борис Шахлін (гімнастика)             | 710      |
| 15.   | Валентин Манкін (вітрильний спорт)    | 669,143  |
| 16.   | Валерій Ширяєв (хокей)                | 638,5    |
| 17.   | Олександр Кириченко (велоспорт)       | 573      |
| 18.   | Олександр Заваров (футбол)            | 497      |
| 19.   | Анатолій Бєлоглазов (боротьба)        | 459      |
| 20.   | Павло Ледньов (сучасне п’ятиборство)  | 426,143  |

## Найкращі спортсмени України століття (1900—1999)
Список, розділений на дві частини в абетковому ладі, вийшов за підсумком спільного опитування Національного олімпійського комітету і Асоціації спортивних журналістів, які анкетували фахівців.

### 52 найкращі спортсмени
| Місця 1–10  |                                       |
|             | Олег Блохін (футбол)                  |
|             | Валерій Борзов (легка атлетика)       |
|             | Сергій Бубка (легка атлетика)         |
|             | Леонід Жаботинський (важка атлетика)  |
|             | Віталій Кличко (бокс)                 |
|             | Лариса Латиніна (гімнастика)          |
|             | Валентин Манкін (вітрильний спорт)    |
|             | Зінаїда Турчина (гандбол)             |
|             | Віктор Чукарін (гімнастика)           |
|             | Борис Шахлін (гімнастика)             |
| Місця 11–52 |                                       |
|             | Микола Авилов (легка атлетика)        |
|             | Поліна Астахова (гімнастика)          |
|             | Інга Бабакова (легка атлетика)        |
|             | Микола Баглей (баскетбол)             |
|             | Оксана Баюл (ковзанярський спорт)     |
|             | Ігор Бєланов (футбол)                 |
|             | Сергій Бєлоглазов (боротьба)          |
|             | Іван Богдан (боротьба)                |
|             | Анатолій Бондарчук (легка атлетика)   |
|             | Валерій Брумель (легка атлетика)      |
|             | Олена Вітриченко (гімнастика)         |
|             | Олександр Волков (баскетбол)          |
|             | Григорій Гамарник (боротьба)          |
|             | Володимир Голубничий (легка атлетика) |
|             | Ірина Дерюгіна (гімнастика)           |
|             | Олена Зубрилова (біатлон)             |
|             | Василь Іванчук (шахи)                 |
|             | Володимир Кличко (бокс)               |
|             | Микола Колумбет (велоспорт)           |
|             | Олександр Колчинський (боротьба)      |
|             | Інеса Кравець (легка атлетика)        |
|             | Віра Крєпкіна (легка атлетика)        |
|             | Григорій Крисс (фехтування)           |
|             | Володимир Куц (легка атлетика)        |
|             | Яків Куценко (важка атлетика)         |
|             | Валерій Лобановський (футбол)         |
|             | Андрій Медведєв (теніс)               |
|             | Михайло Мозер (теніс)                 |
|             | Володимир Морозов (веслування)        |
|             | Григорій Новак (важка атлетика)       |
|             | Віктор Петренко (ковзанярський спорт) |
|             | Іван Піддубний (боротьба)             |
|             | Лілія Подкопаєва (гімнастика)         |
|             | Анатолій Поливода (баскетбол)         |
|             | Юрій Поярков (волейбол)               |
|             | Галина Прозуменщикова (водний спорт)  |
|             | Яків Пункін (боротьба)                |
|             | Юлія Рябчинська (веслування)          |
|             | Катерина Серебрянська (гімнастика)    |
|             | Юрій Сєдих (легка атлетика)           |
|             | Олександра Тимошенко (гімнастика)     |
|             | Олександр Шапаренко (веслування)      |

## Найкращі спортсмени України ХХ століття
Список, розділений на три частини, з’явивсь як наслідок спільного опитування Національного олімпійського комітету і Державного комітету фізкультури та спорту, які анкетували фахівців.

### 23 найкращі спортсмени
| Легенди  |                                       |
| 1.       | Сергій Бубка (легка атлетика)         |
| 2.       | Олег Блохін (футбол)                  |
| 3.       | Іван Бяков (біатлон)                  |
| Чоловіки |                                       |
| 1.       | Борис Шахлін (гімнастика)             |
| 2.       | Віктор Чукарін (гімнастика)           |
| 3.       | Валентин Манкін (вітрильний спорт)    |
| 4.       | Сергій Чухрай (веслування)            |
| 5.       | Павло Ледньов (сучасне п’ятиборство)  |
| 6.       | Валерій Борзов (легка атлетика)       |
| 7.       | Володимир Голубничий (легка атлетика) |
| 8.       | Олександр Шапаренко (веслування)      |
| 9.       | Юрій Сєдих (легка атлетика)           |
| 10.      | Олексій Баркалов (водний спорт)       |
| Жінки    |                                       |
| 1.       | Лариса Латиніна (гімнастика)          |
| 2.       | Поліна Астахова (гімнастика)          |
| 3.       | Ольга Бризгіна (легка атлетика)       |
| 4.       | Марія Гороховська (гімнастика)        |
| 5.       | Ніна Бочарова (гімнастика)            |
| 6.       | Тетяна Гуцу (гімнастика)              |
| 7.       | Лілія Подкопаєва (гімнастика)         |
| 8.       | Яна Клочкова (водний спорт)           |
| 9.       | Зінаїда Турчина (гандбол)             |
| 10.      | Лариса Карлова (гандбол)              |